# Sphaeroniscus senex
Sphaeroniscus senex là một loài chân đều trong họ Scleropactidae. Loài này được Budde-Lund miêu tả khoa học năm 1893.